# Abbatiale de Doberan
L'abbatiale de Doberan est une église protestante située dans la ville de Bad Doberan dans le nord-est de l'Allemagne. En allemand, elle est souvent appelée « Münster », qui est dérivé du latin monasterium (monastère) pour la marquer comme collégiale et non comme cathédrale.
C'est la plus haute structure de la ville.
L'abbatiale est l'un des édifices gothique en briques les plus importants de la région de la mer Baltique le long de la Route européenne du gothique en brique (de)   
Elle est connue comme la « perle du gothique en briques de l'Allemagne du Nord » et est considéré comme le bâtiment médiéval le plus important du Mecklembourg-Poméranie-Occidentale. Le programme d'équipement cistercien en grande partie conservé est unique dans l'histoire de l'art. L'édifice est une symbiose unique d'un bâtiment de cathédrale basé sur l'exemple du haut gothique français - façonné par les bâtiments prédécesseurs du gothique en briques de l'Allemagne du Nord et influencé par les règles de construction des cisterciens.

## Historique

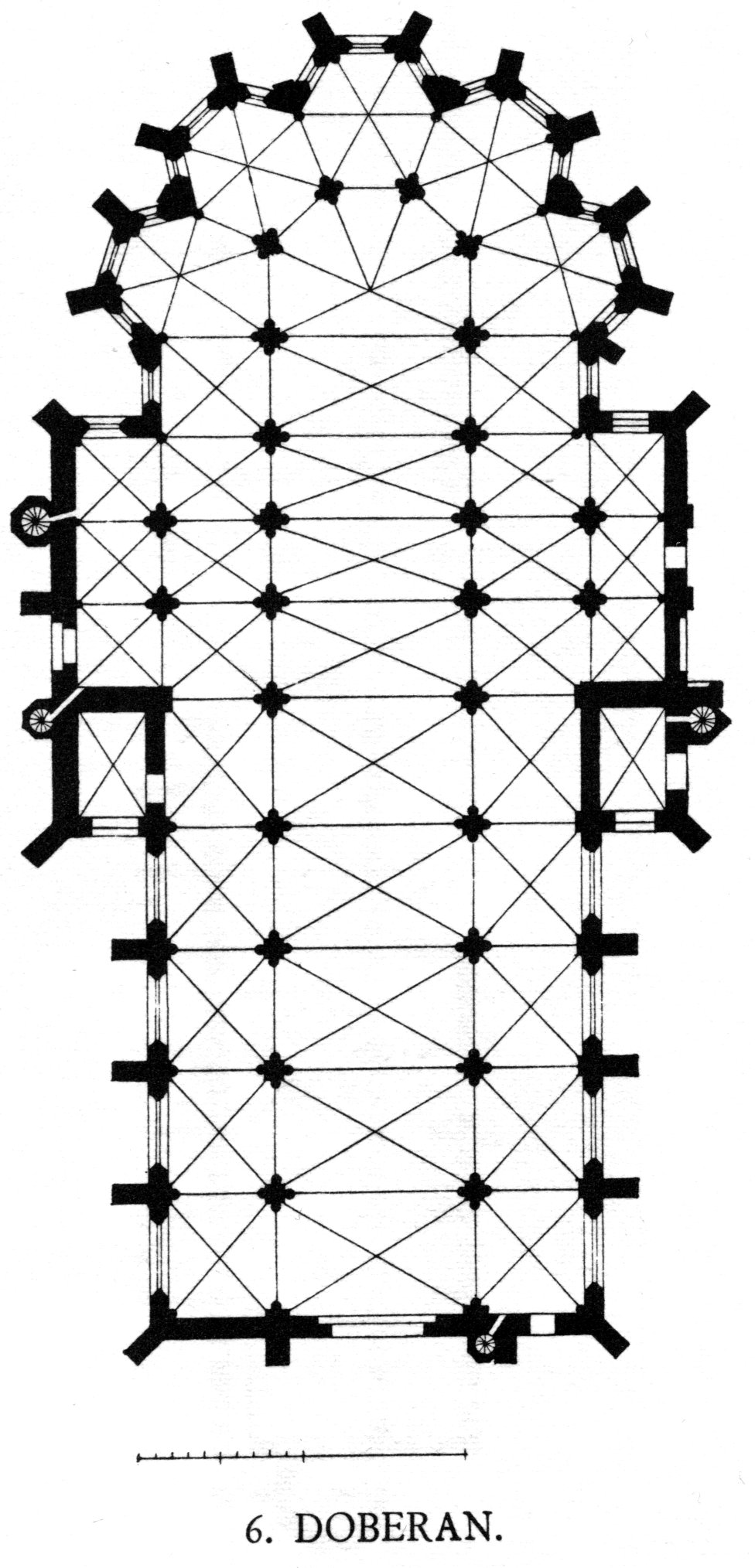
Plan de l'abbatiale.

C'était jusqu'au XVIe siècle l'église de l'abbaye cistercienne de Doberan fondée en 1171.
La construction du bâtiment a commencé vers 1280, avec des parties préservées d'une ancienne église romane incorporées dans la nouvelle structure. Le toit est déjà érigé en 1296 (dendrochronologie).
Le 4 juin 1368, 74 ans après le début de la construction, l'abbatiale est consacrée.
Elle a servi en tant que lieu de sépulture familiale de la famille régnante du Mecklembourg.
Entre 1883 et 1896, l'édifice est restauré, et la forme actuelle de la tourelle du toit date de cette époque.
C'est l'une des rares églises très importantes en Allemagne qui n'a pas été détruite ou pillée pendant la Seconde Guerre mondiale.
De 1964 à 1984, l'abbatiale est à nouveau restaurée à l'extérieur et à l'intérieur. Cela est financé par le gouvernement de la RDA afin de préserver la collégiale en tant qu'exemple exceptionnel du gothique en brique nordique. L'ancienne église du monastère était classée troisième sur la liste des monuments d'importance nationale du pays.

## Dimensions
Les dimensions de l'édifice sont les suivantes :
- Hauteur sous voûte de la nef : 26 m
- Longueur : > 76 m
- Hauteur de la tour : 72 m [3]

## Galerie

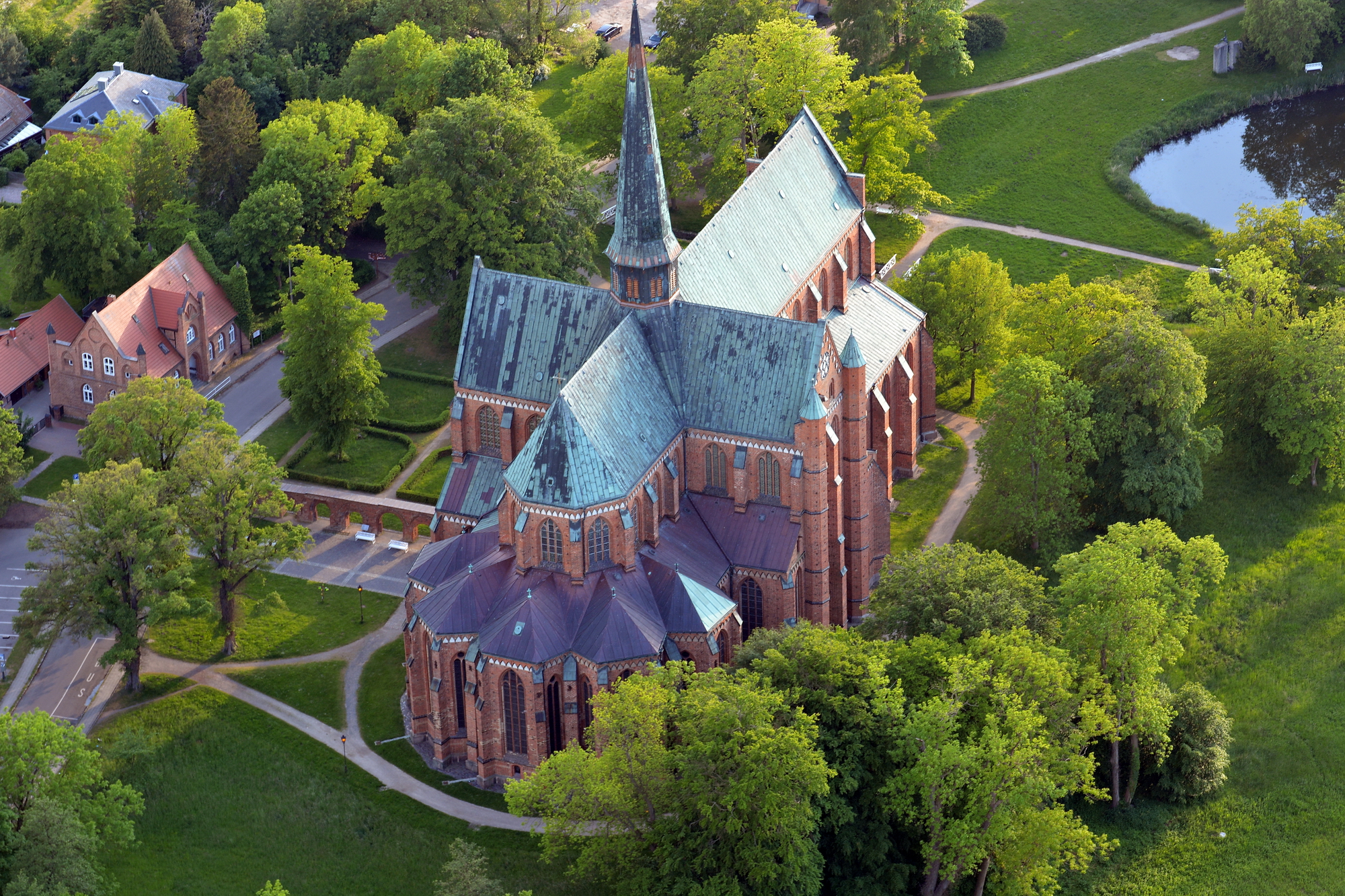
L'ensemble à partir du chevet.
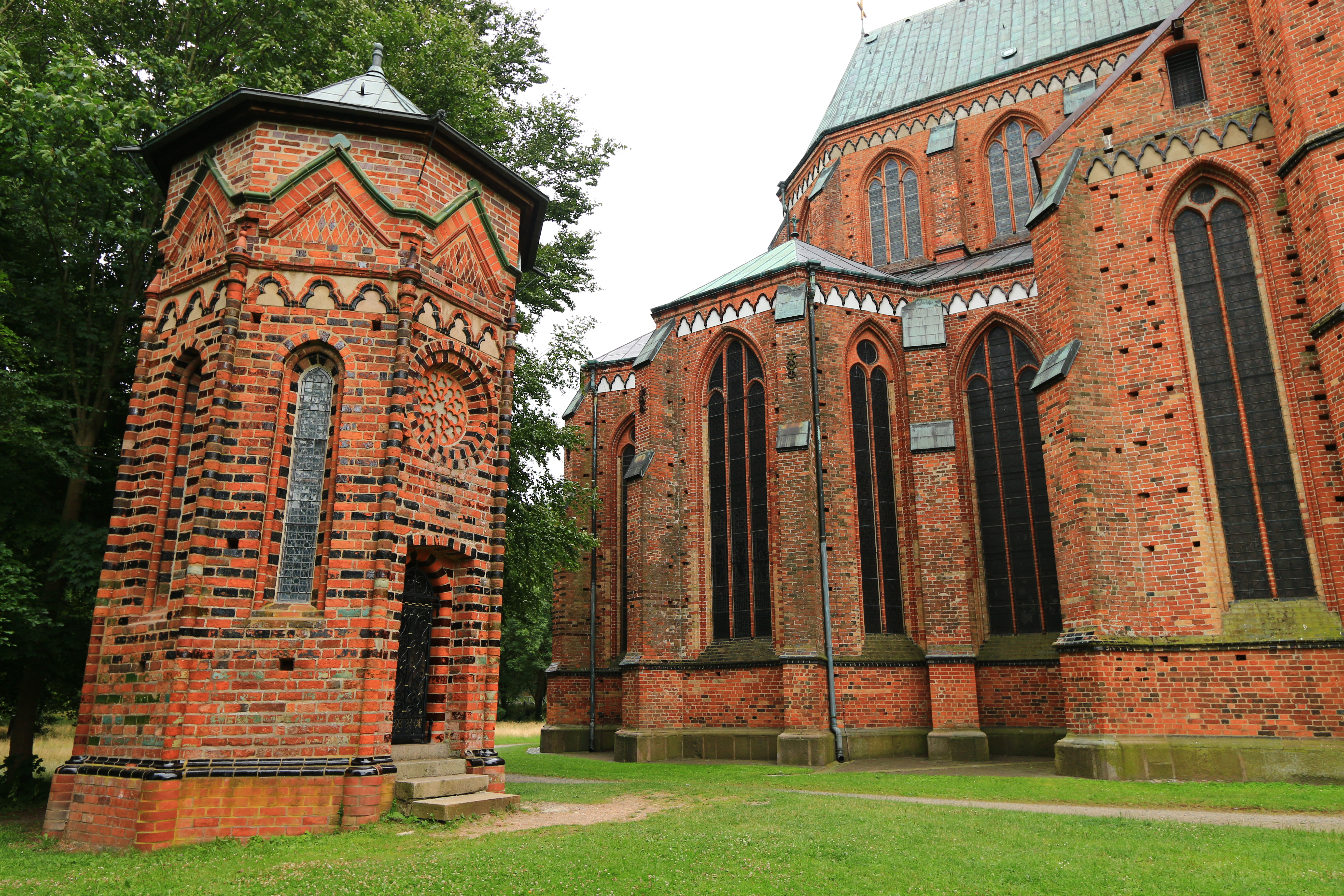
Vue extérieure avec l'ossuaire attenant.
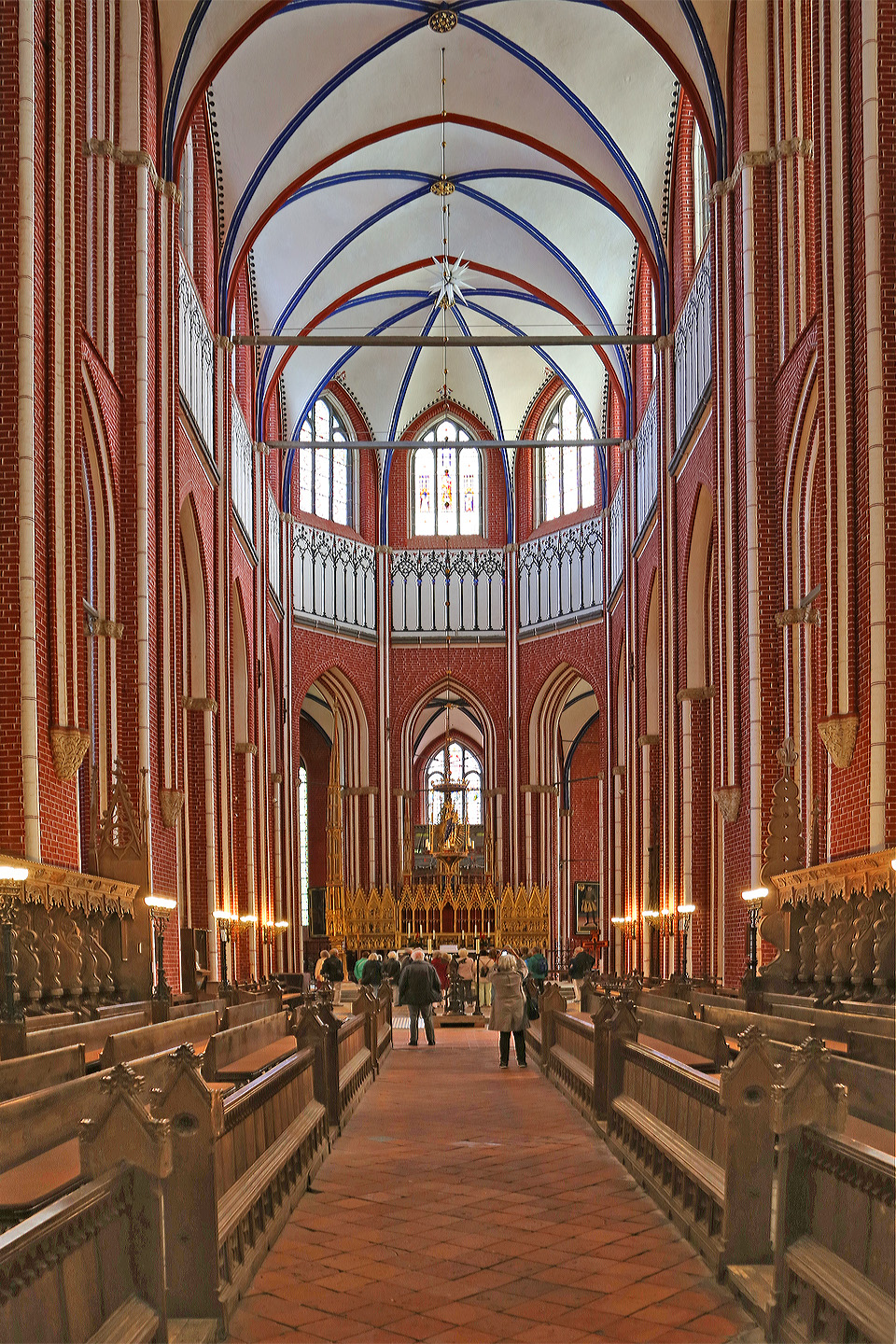
Stalles et chœur de l'abbatiale.

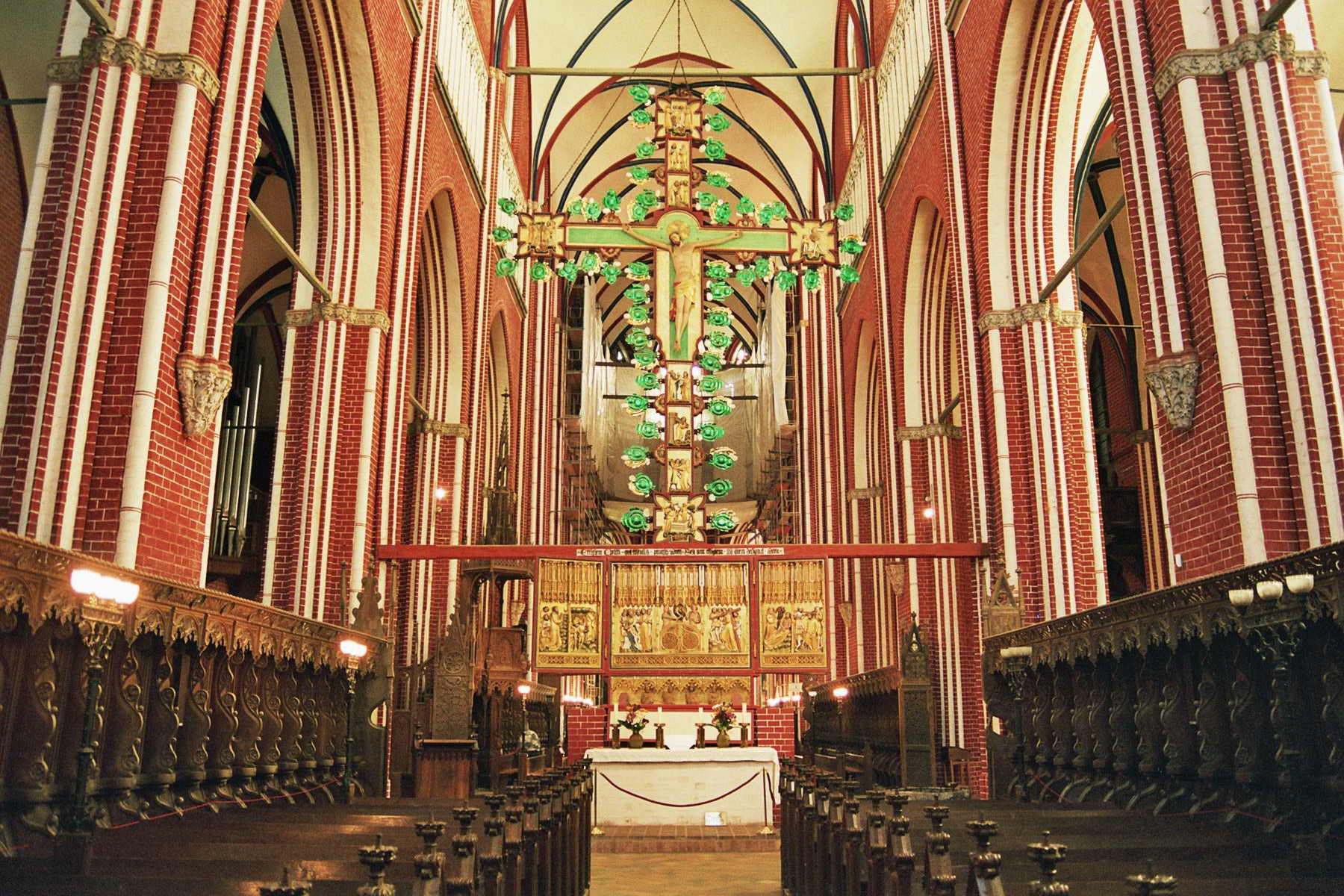
Croix triomphale.
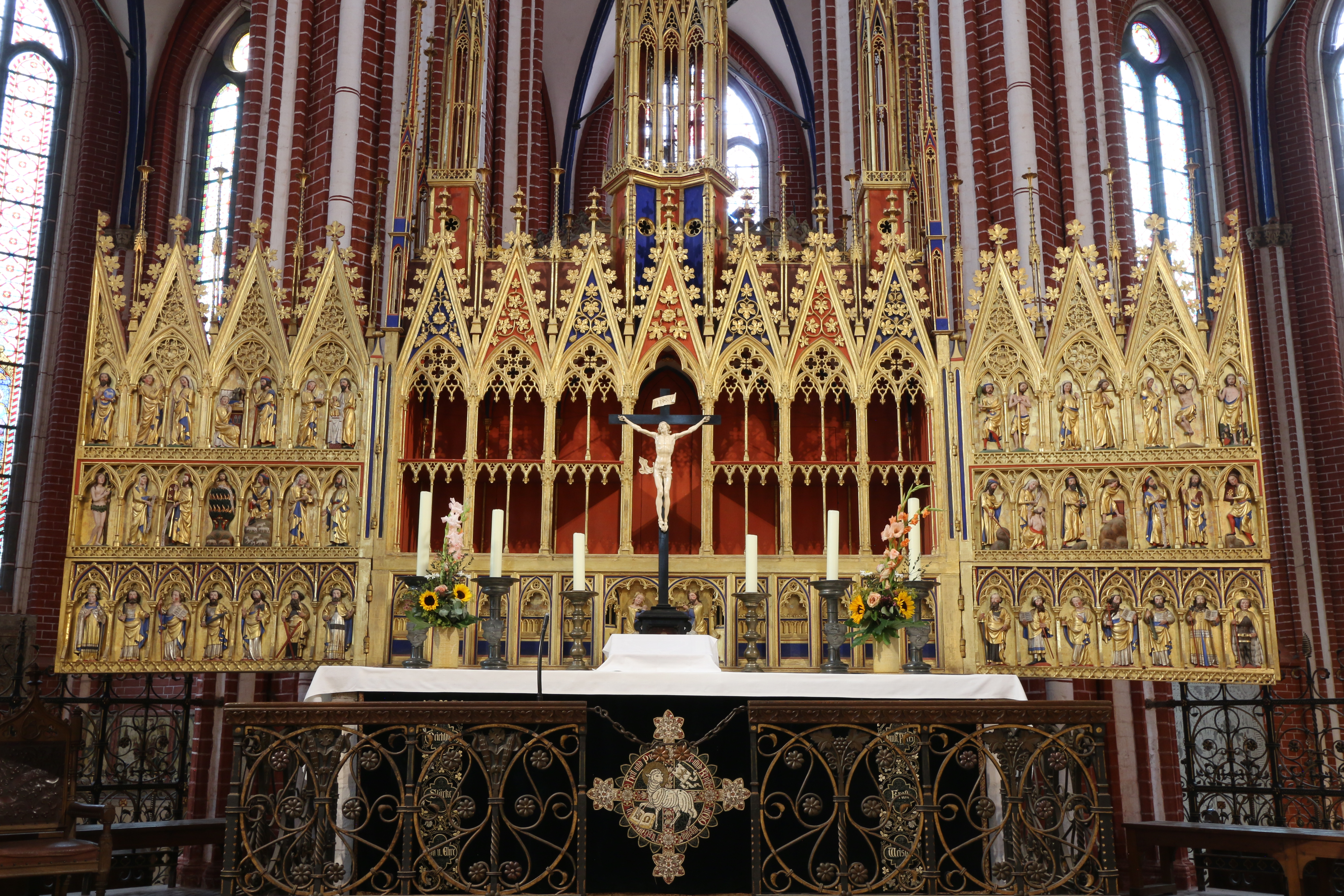
Maître-autel.
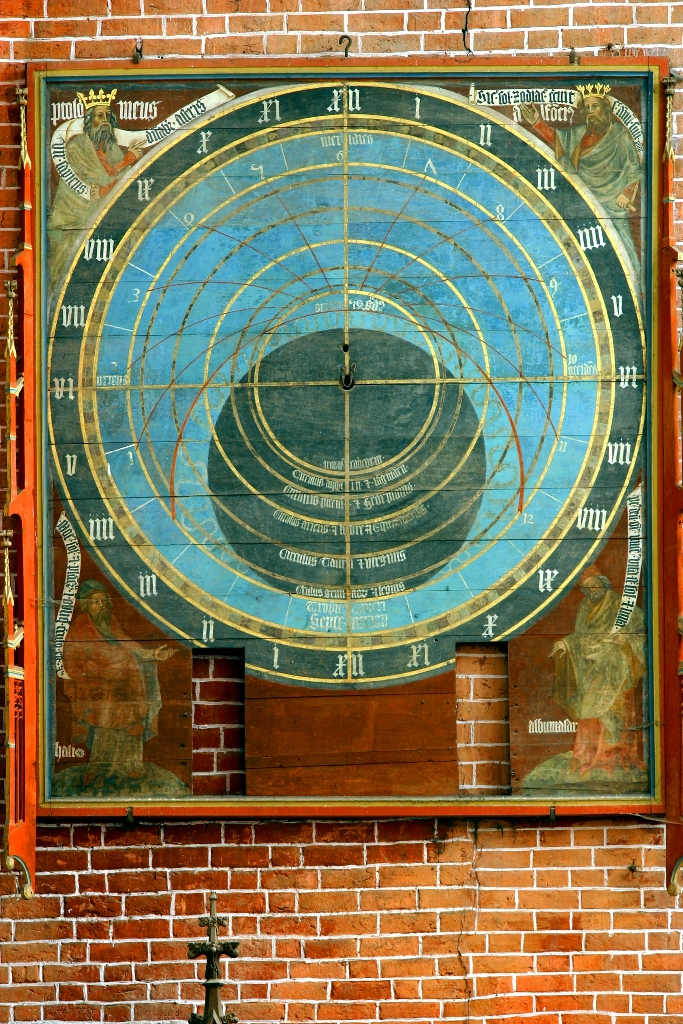
L'horloge astronomique.